# Anthrenus exilis
Anthrenus exilis là một loài bọ cánh cứng thuộc họ Dermestidae. Loài này được Mulsant & Rey miêu tả khoa học năm 1868.